# 桃花台東駅
桃花台東駅（とうかだいひがしえき）は、かつて愛知県小牧市城山3丁目に存在した桃花台新交通桃花台線の駅。同線の終着駅であった。2006年10月の桃花台線の廃止にともない、廃駅となった。

## 歴史
- 1991年（平成3年）3月25日：開業[1]。
- 2001年（平成13年）：「中部の駅百選」に選ばれる。
- 2006年（平成18年）10月1日：廃止。
- 2018年（平成30年）10月：駅舎の解体撤去開始[2]。
- 2024年（令和6年）12月：隣接していたループ線も含め撤去完了。

## 駅構造
島式ホーム1面2線の高架駅で、無人駅。小牧駅寄りに車庫への出入庫線があり、信号機も設置されていた（車庫への入庫用であり、営業運転には使われない）ため、車両の入れ替えが行われていた。
ピーチライナーの車両は片側にしか扉がないため、折り返すためのループ線があった。なお、ループ線上は乗車することができなかった。桃花台線は当初の計画では、この駅から更にJR中央本線・高蔵寺駅へと路線が延伸される予定であった。そのため、ループ線の付け根の部分は延伸可能な設計となっていた。
ホームはホームドアによって完全に密閉されていた。なお、当駅にはエスカレーターやエレベーターは設置されていなかった。

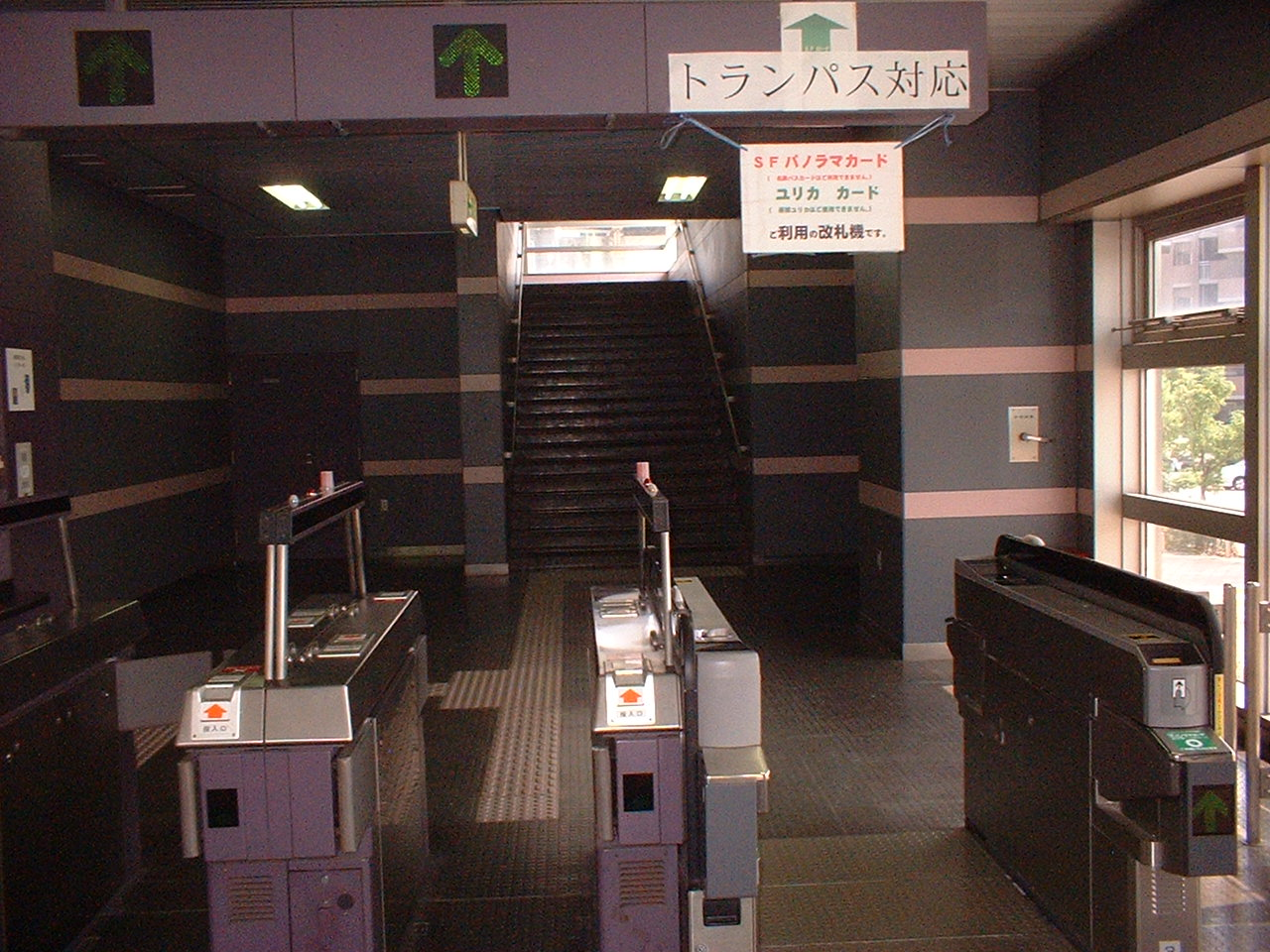
改札口
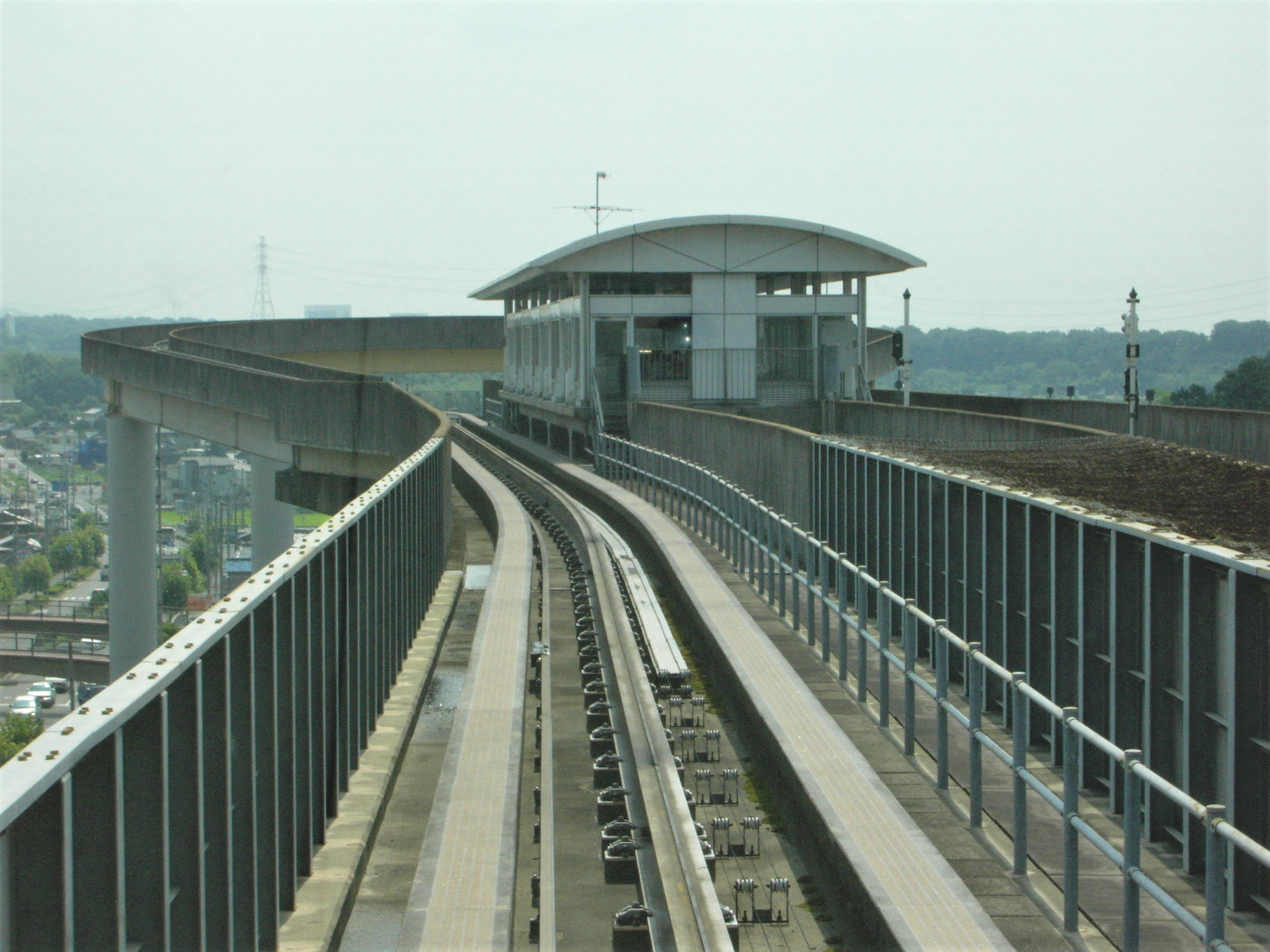
ホーム
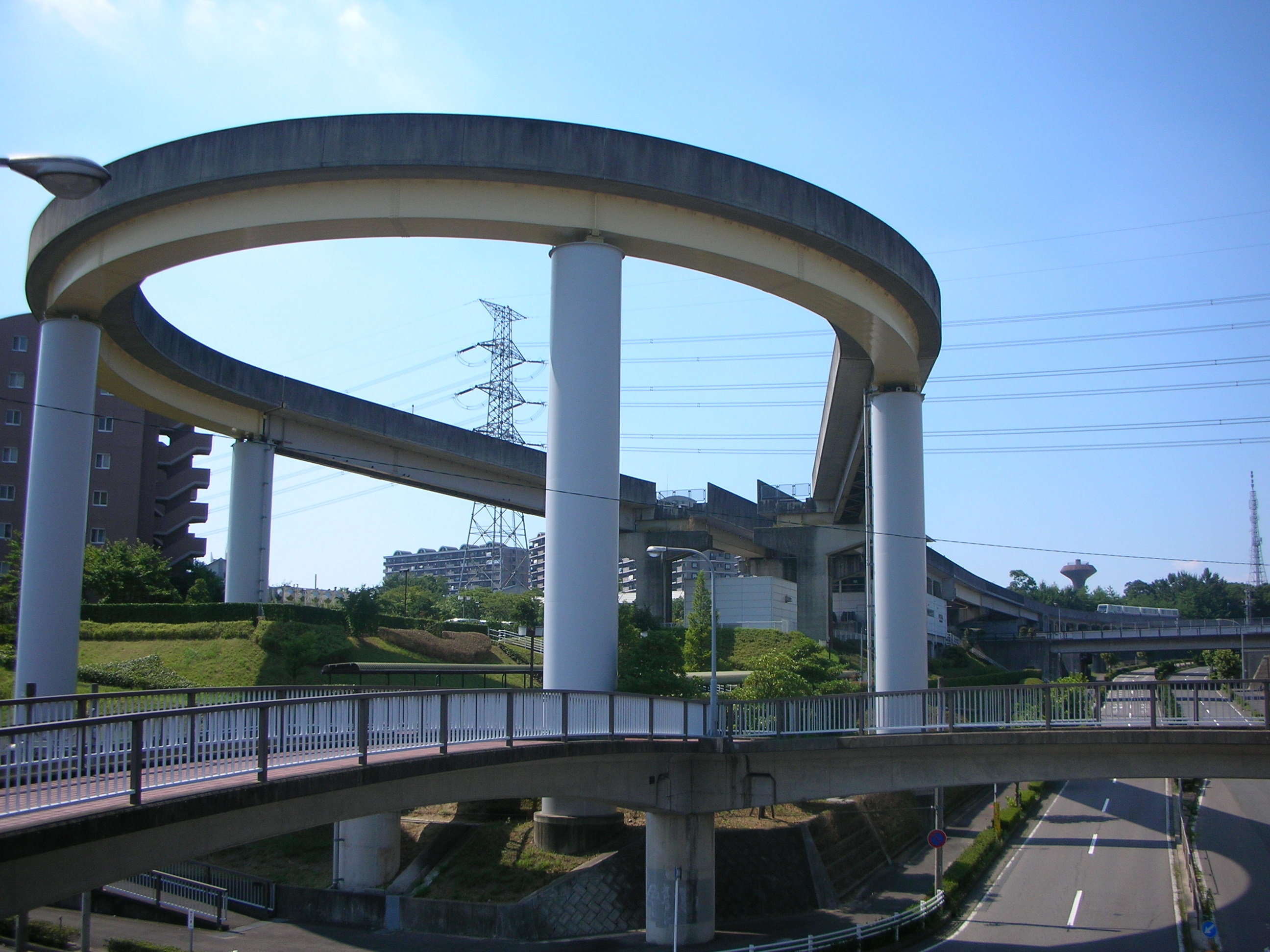
ループ線

## 利用状況
『小牧市統計年鑑』各号によると、乗車人員および乗降人員の推移は以下の通りである。
| 年                 | 年間     | 年間     | 年間     | 一日平均 | 一日平均 | 一日平均 | 備考                          |
| 年                 | 乗車人員 | 乗車人員 | 乗降人員 | 乗車人員 | 乗車人員 | 乗降人員 | 備考                          |
| 年                 | 総数     | 定期     | 乗降人員 | 総数     | 定期     | 乗降人員 | 備考                          |
| ------------------ | -------- | -------- | -------- | -------- | -------- | -------- | ----------------------------- |
| 1992（平成04）年度 | 104823   | 52773    | 200214   | 287      | 145      | 549      | [ 3 ]                         |
| 1993（平成05）年度 | 98697    | 48892    | 188750   | 270      | 134      | 517      | [ 4 ]                         |
| 1994（平成06）年度 | 93620    | 44231    | 180941   | 256      | 121      | 496      | [ 5 ]                         |
| 1995（平成07）年度 | 99665    | 48295    | 199330   | 272      | 132      | 545      | [ 6 ]                         |
| 1996（平成08）年度 | 111519   | 55998    | 223038   | 306      | 153      | 611      | [ 7 ]                         |
| 1997（平成09）年度 | 100256   | 52429    | 200836   | 275      | 144      | 550      | [ 8 ]                         |
| 1998（平成10）年度 | 94405    | 47265    | 193642   | 259      | 129      | 531      | [ 9 ]                         |
| 1999（平成11）年度 | 95970    | 45021    | 195291   | 262      | 123      | 534      | [ 10 ]                        |
| 2000（平成12）年度 | 88429    | 38217    | 177455   | 242      | 105      | 486      | [ 11 ]                        |
| 2001（平成13）年度 | 81719    | 35175    | 165112   | 224      | 96       | 452      | [ 12 ]                        |
| 2002（平成14）年度 | 87408    | 41126    | 175921   | 239      | 113      | 482      | 2003年3月27日上飯田連絡線開業 |
| 2003（平成15）年度 | 124641   | 60569    | 244402   | 341      | 165      | 668      | [ 14 ]                        |
| 2004（平成16）年度 | 138561   | 72721    | 272215   | 380      | 199      | 746      | [ 15 ]                        |
| 2005（平成17）年度 | 157569   | 89467    | 307914   | 432      | 245      | 844      | [ 16 ]                        |
| 2006（平成18）年度 | 86286    | 37920    | 171043   | 472      | 207      | 935      | 10月1日廃止                   |

## 駅周辺
- ロータリー - 路線バスの停留所（バス停）がある。
- サンコート桃花台
  - 小牧大城郵便局
- 中央自動車道
  - 桃花台バスストップ（桃花台もしくは中央道桃花台バス停留所）
- 桃花台中央公園
- 桃花台新交通本社・車両基地
- 大城保育園
- 愛知県道195号荒井大草線

## 廃止後

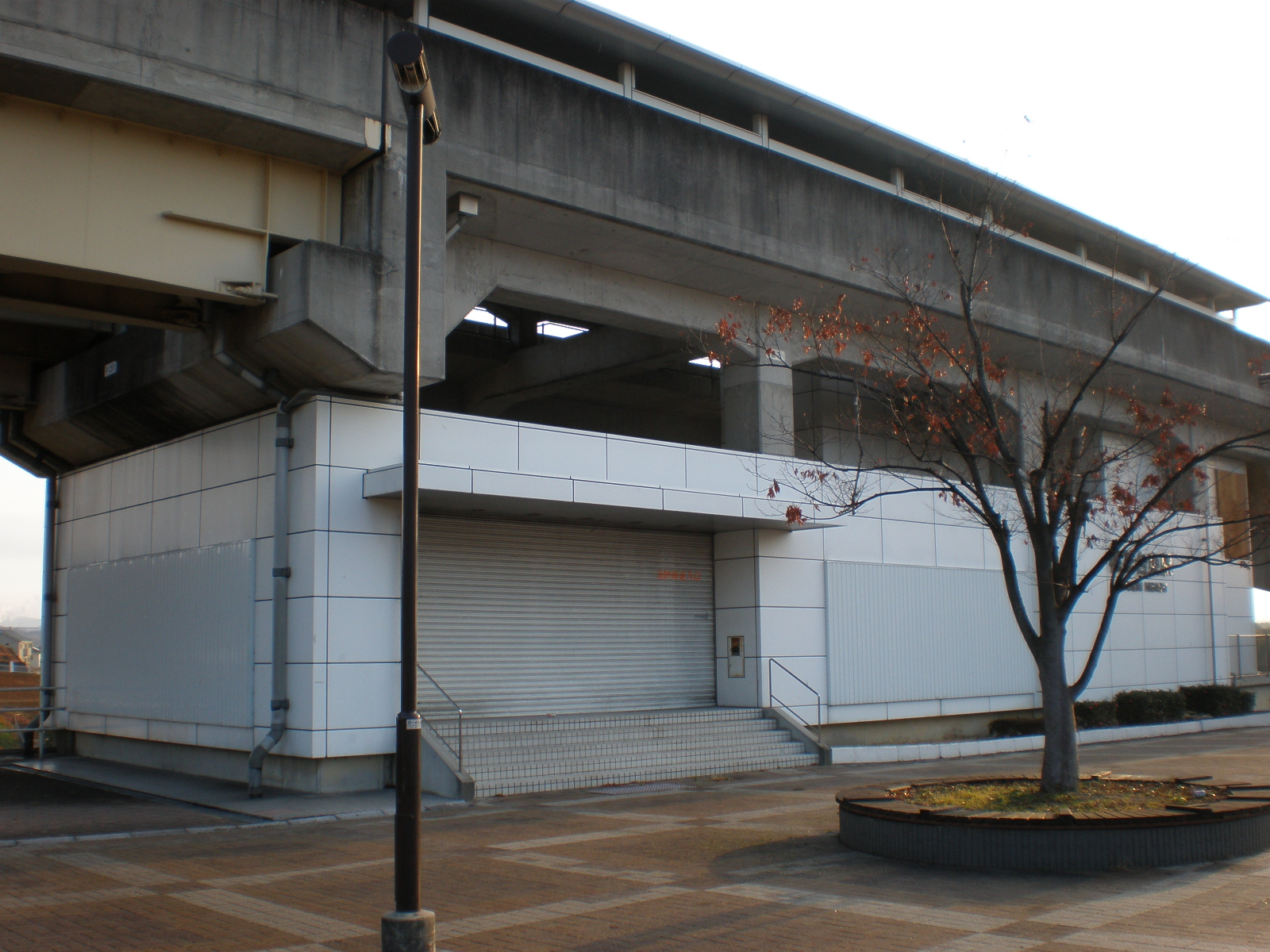
廃止後の駅舎（2008年12月）

駅廃止後は駅舎の入り口の防火シャッターが下ろされ、建物の中には入れないようになっていた。また外光を取り入れる為のガラス窓などは、木材と鉄板で覆われ、割られないようにしてあった。
この状態は長らく続いたが、2016年（平成28年）9月から高架構造物の撤去が開始された。そして駅舎も2018年（平成30年）10月から撤去開始。2024年（令和6年）12月に隣接していたループ線も含め撤去完了。

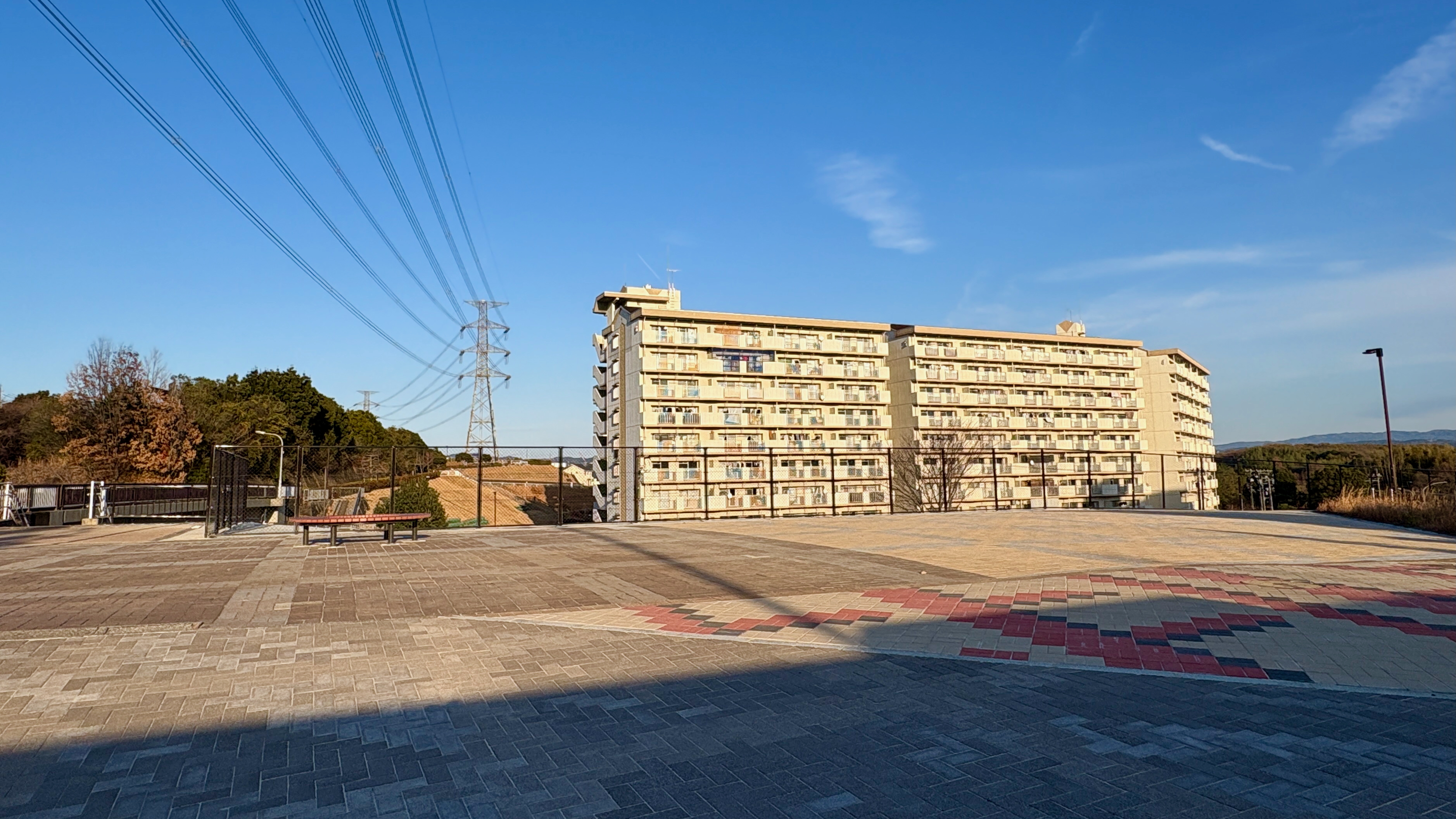
撤去完了した旧・駅前（2025年1月）

## 隣の駅
桃花台新交通
■桃花台線
桃花台センター駅 - 桃花台東駅